# Segunda batalla del Marne
La segunda batalla del Marne o batalla de Reims (15 de julio-6 de agosto de 1918) fue la última gran ofensiva alemana en el frente occidental durante la Primera Guerra Mundial. El ataque fracasó cuando un contraataque aliado encabezado por las fuerzas francesas y estadounidenses, equipadas con varios cientos de tanques, desbarató el flanco derecho alemán, causando graves bajas. La derrota alemana marcó el comienzo del avance aliado implacable, que concluyó en el armisticio firmado con el Imperio alemán unos cien días más tarde.

## Antecedentes

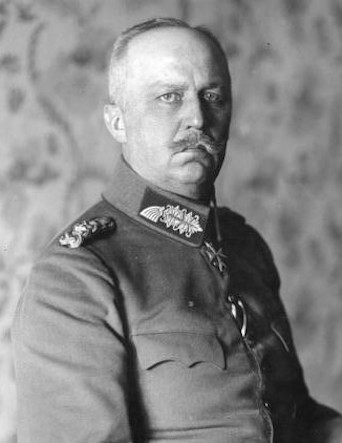
Erich Ludendorff

Tras el fracaso de la ofensiva de primavera para terminar el conflicto, Erich Ludendorff, jefe de intendencia general (ahora «segundo jefe del Estado Mayor» como grado) y gobernante militar de Alemania, creyó que un ataque a través de Flandes daría a Alemania una victoria decisiva sobre la Fuerza Expedicionaria Británica (BEF), la fuerza aliada con más experiencia en el frente occidental en ese momento. Para ocultar sus intenciones y alejar a las tropas aliadas de Bélgica, Ludendorff planeó un gran ataque distractorio a lo largo del rio Marne.

## Ataque alemán
La batalla comenzó el 15 de julio de 1918, cuando veintitrés divisiones alemanas del Primer y Tercer ejércitos —al mando de  Karl von Einem— asaltaron las posiciones del Cuarto Ejército francés y La 42.ª División de EE. UU atado al ejercito francés bajo el comandado de Henri Gouraud al este de Reims (la cuarta batalla de Champagne).  Mientras tanto, diecisiete divisiones del Séptimo Ejército alemán, al mando de Max von Boehn, ayudado por el Noveno Ejército de Johannes von Eben, atacó al Sexto Ejército francés dirigido por Jean Degoutte al oeste de Reims, hecho por el que se le llama también a esta batalla La batalla de Reims. Ludendorff esperaba dividir a los franceses en dos.
Al este de Reims, el Cuarto Ejército francés había preparado una defensa en profundidad para contrarrestar el intenso bombardeo y la infiltración de infantería. Su principal línea de defensa se encontraba entre cuatro a cinco kilómetros detrás del frente, fuera del alcance de los cañones de campaña enemigos. Era una línea de trincheras continuas —para evitar la infiltración— excavada en una ladera opuesta para que los observadores de artillería enemigos sobre el terreno no pudieran verla. Entre el frente y la línea principal de resistencia se encontraban dos líneas de puntos fuertes, también en su mayoría en laderas opuestas. La línea de artillería francesa detrás del frente estaba con escasez de personal, pero los cañones restantes disparaban con frecuencia, por lo que los alemanes no detectaron su debilidad por la cadencia de fuego que aun brindaban, aunque los observadores aéreos sí detectaron una concentración de cañones de campaña detrás de la línea principal de resistencia. Las tácticas ofensivas alemanas priorizaban la sorpresa, pero la inteligencia francesa, basada en la observación aérea, les advirtió con claridad sobre el ataque y supieron la hora del ataque gracias a veintisiete prisioneros alemanes tomados en una incursión de trincheras.
El bombardeo alemán estaba previsto para las 12:10. Los franceses abrieron fuego contra las trincheras de asalto alemanas a las 11:30.
Naturalmente, esto quebrantó la confianza de los atacantes. Cuando los alemanes abrieron fuego, bombardearon la línea del frente francesa que estaba casi vacía y el fuego de contrabatería alemana impactó en numerosos puestos de artillería vacíos. Los atacantes se movieron con facilidad por el frente francés y luego fueron guiados hacia adelante por el bombardeo de sus cañones, que pronto se adelantó a la infantería debido a que fueron detenidos por los puntos de fuertes de resistencia francés. Al encontrar la línea principal francesa, se les ordenó descansar, reagruparse y esperar hasta que sus cañones de campaña estuvieran a su alcance. Atacaron la línea principal a las 8:30 de la mañana siguiente, una hora después de lo previsto inicialmente pero fueron detenidos por el fuego preciso del grueso de la artillería francesa. Lo intentaron de nuevo al mediodía, pero fracasaron. Un contraataque francés ganó poco terreno, pero convenció a los comandantes alemanes de que no podrían prevalecer. El Cuarto Ejército pudo entonces enviar refuerzos a sus camaradas del oeste, que no habían tenido la misma suerte.

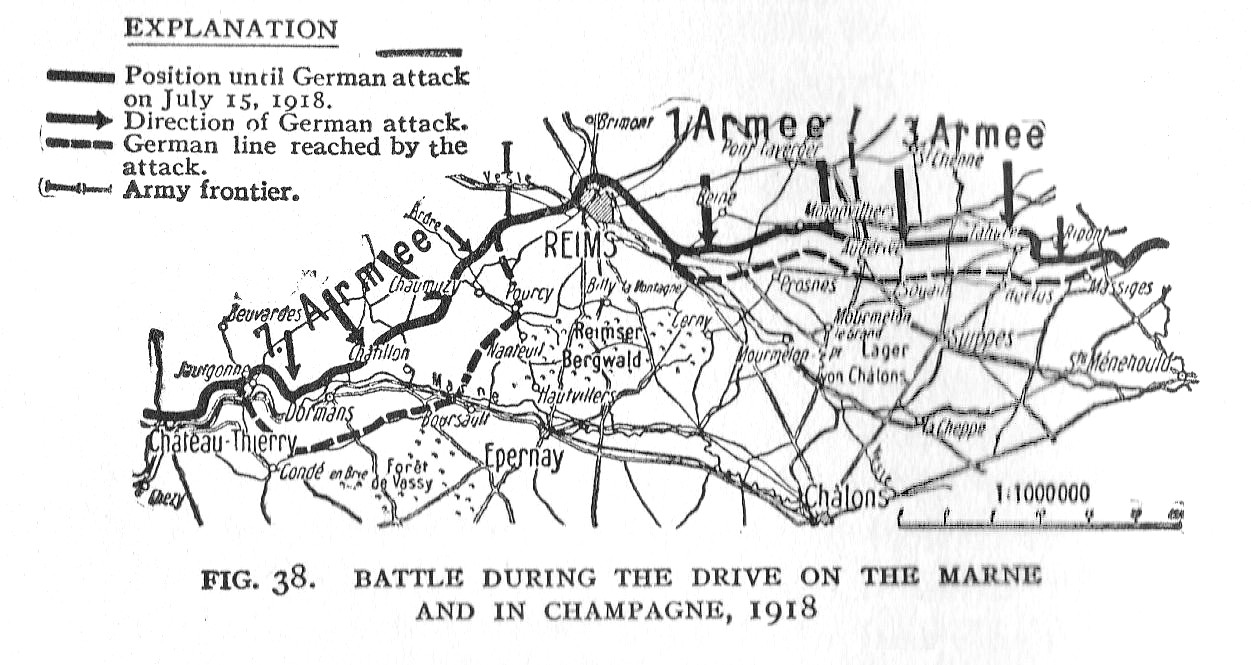
Ataque Alemán en la segunda batalla del Marne

El ataque alemán en el este de Reims fue detenido el primer día, pero al oeste de Reims, la ofensiva fue mejor. Los defensores de la orilla sur del Marne no pudieron escapar de la furia de tres horas de bombardeo de los cañones alemanes. Bajo la cobertura del bombardeo los soldados de asalto alemanes irrumpieron a través del río en todo tipo de embarcaciones de transporte de lona como balsas de treinta hombres. Comenzaron a erigir puentes en 12 puntos, bajo el fuego de los enemigos supervivientes que no habían cedido ni por gas o el fuego de la artillería. Algunas unidades aliadas, en particular la 3.ª División de infantería de Estados Unidos, apodadas «la Roca del Marne», se mantuvieron firmes o incluso contraatacaron, pero por la noche los alemanes habían formando una cabeza de puente a ambos lados de Dormans (6,4 km de profundidad y 14 km de ancho), a pesar de la intervención aérea de 225 bombarderos franceses, que lanzaron 44 toneladas cortas (40 toneladas) de bombas sobre los puentes improvisados. Ludendorff consideró su avance como «El pináculo mismo de la victoria militar».

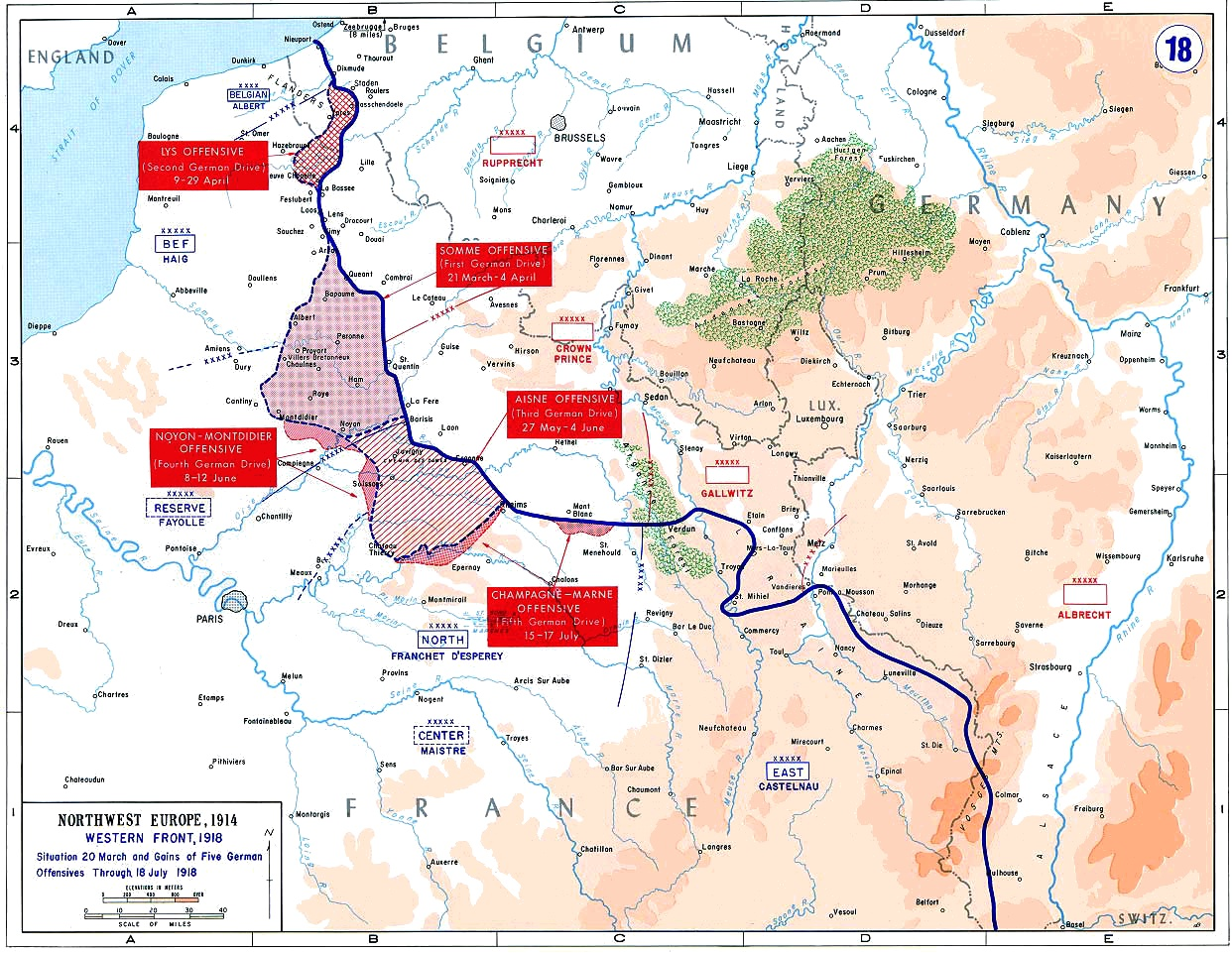
Ofensivas Alemanas desde Mayo a julio de 1918

El XXII Cuerpo británico y ochenta y cinco mil soldados estadounidenses se unieron a los franceses en la batalla, y el avance alemán se estancó el al 17 de julio de 1918.

## Contraofensiva aliada
El fracaso alemán para abrirse paso o destruir a los ejércitos aliados en el campo de batalla permitió a Ferdinand Foch, el comandante supremo aliado, proceder con la importante contraofensiva planeada el 18 de julio; 24 divisiones francesas, incluidas las divisiones de infantería 92 y 93 estadounidenses bajo mando francés, a las que se unieron otras tropas aliadas, incluidas ocho grandes divisiones estadounidenses mando estadounidense independiente y 350 tanques, atacaron la saliente alemana recientemente formada.
La preparación aliada fue fundamental para contrarrestar la ofensiva alemana. Se cree que los Aliados tenían una visión completa de la ofensiva alemana en cuanto a intenciones y capacidades. Conocían los puntos clave del plan alemán al detalle.

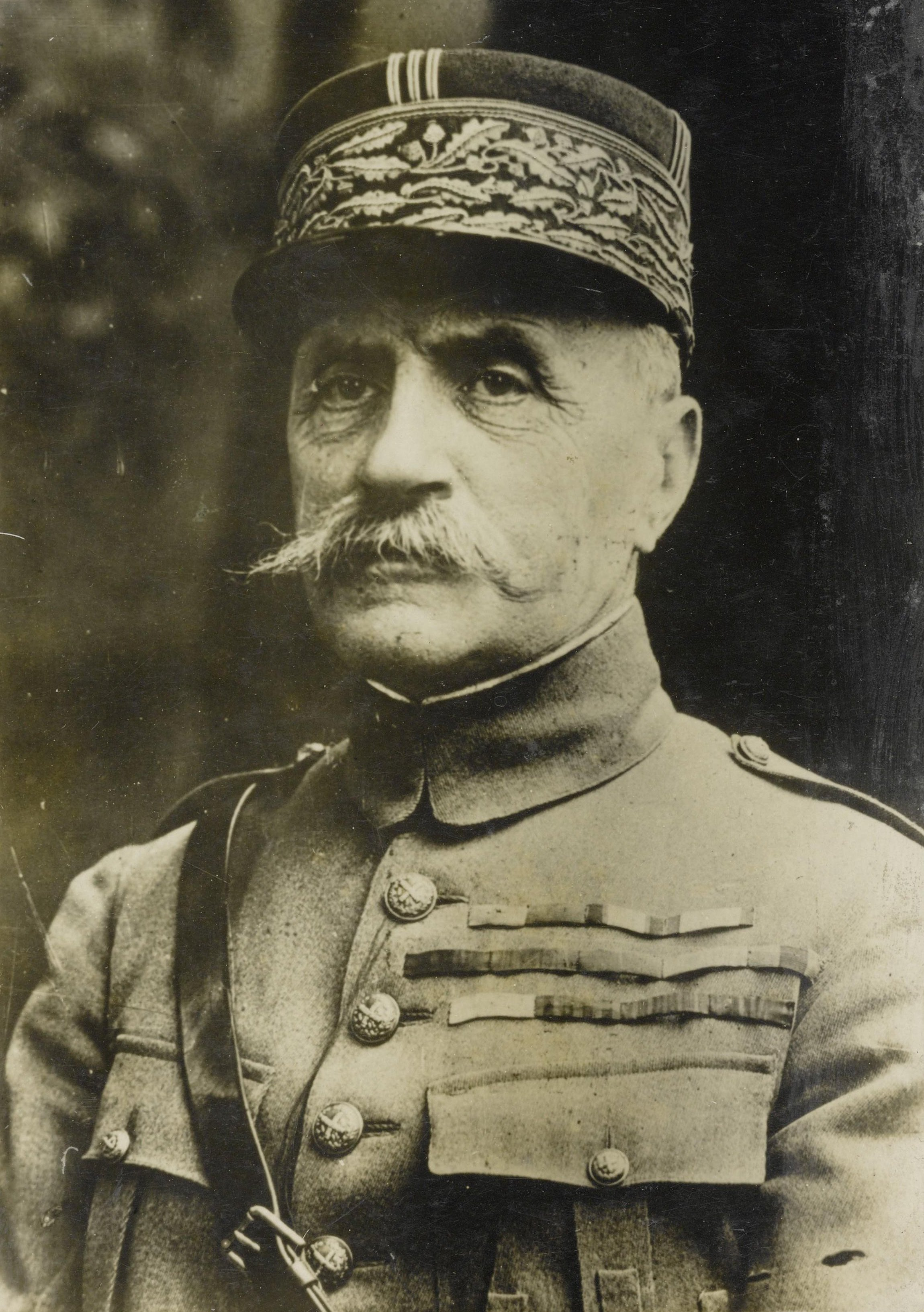
Ferdinand Foch

Un maletín con planes falsos para un contraataque estadounidense fue esposado a un hombre que había fallecido de neumonía y colocado en un vehículo que parecía haberse salido de la carretera en un puente controlado por los alemanes. Los alemanes, al descubrir y dejarse engañar por estos planes, ajustaron su ataque para frustrar el falso plan aliado. En consecuencia, las fuerzas francesas y estadounidenses, lideradas por Foch, pudieron llevar a cabo un ataque diferente contra las partes expuestas de las líneas enemigas obligando a los alemanes a una retirada. Este enfrentamiento marcó el inicio de una retirada alemana que nunca se estabilizo de forma efectiva. En septiembre, 9 divisiones estadounidenses (unos 243.000 hombres) se unieron a cuatro divisiones francesas para expulsar a los alemanes del saliente de St. Mihiel.
Anteriormente, en mayo, Foch había detectado fallas en las ofensivas alemanas. La fuerza que derrotó la ofensiva de primavera alemana era principalmente francesa, con apoyo estadounidense, británico e italiano. Coordinar este contraataque sería un gran problema, ya que Foch tenía que trabajar con «cuatro comandantes nacionales, pero sin autoridad real para dar órdenes bajo su propio nombre... tendrían que luchar como una fuerza combinada y superar los principales problemas de los diferentes idiomas, culturas, doctrinas y estilos de combate». Sin embargo, la presencia de nuevas tropas estadounidenses, intactas tras años de guerra, reforzó significativamente la resistencia aliada a la ofensiva alemana.

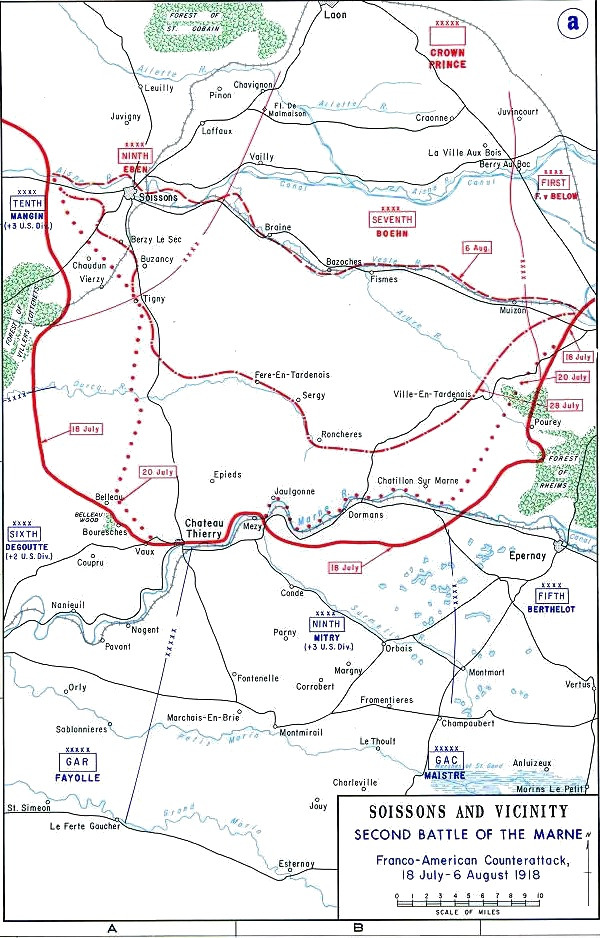
Contraofensiva Aliada 2 Batalla del Marne

Floyd Gibbons escribió sobre las tropas estadounidenses diciendo: ""Nunca vi a hombres cargar hacia su muerte con tanto espíritu".

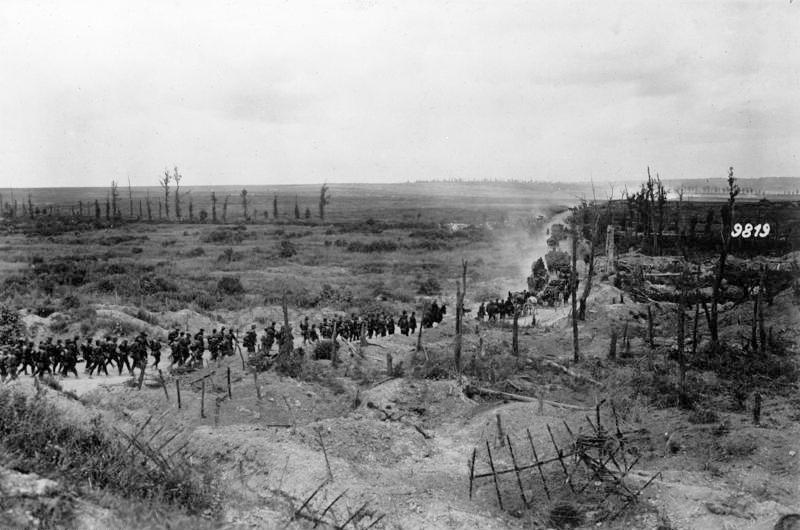
Columnas alemanas pasan junto a una posición francesa conquistada entre Loivre y Brimont, en el departamento de Marne. 1918.

El 19 de julio, el Cuerpo Italiano perdió 9334 soldados y oficiales de una fuerza total de combate de aproximadamente 24 000 durante un asalto alemán a sus posiciones, deteniendo con éxito el avance alemán. Henri Mathias Berthelot envió rápidamente dos divisiones de infantería británicas recién llegadas, la 51.ª (Highland) y la 62.ª (West Riding) junto a los italianos al ataque directo por el valle de Ardre (la Batalla de Tardenois)
Los alemanes ordenaron la retirada el 20 de julio y se vieron obligados a retroceder a las posiciones desde las que habían iniciado su Ofensiva de Primavera. Reforzaron sus posiciones frente a las pinzas aliadas. El 22 de julio, Ludendorff ordenó establecer una línea desde el alto del rio Ourcq hasta Marfaux. Los costosos asaltos aliados continuaron, con ganancias mínimas . Para el 27 julio , los alemanes habían replegado su centro tras Fère-en-Tardenois y habían completado una conexión ferroviaria alternativa. Los alemanes conservaron Soissons al oeste. El 1 de agosto, las divisiones francesa y británica del Décimo Ejército del general Charles Mangin reanudaron el ataque, avanzando a una profundidad de casi 8 km. El contraataque aliado se debilitó el 6 de agosto ante las ofensivas alemanas. Para entonces, el saliente se había reducido y los alemanes se habían visto obligados a retroceder a una línea que discurría a lo largo de los ríos Aisne y Vesle. El frente se había acortado en 28 millas (45 kilómetros).

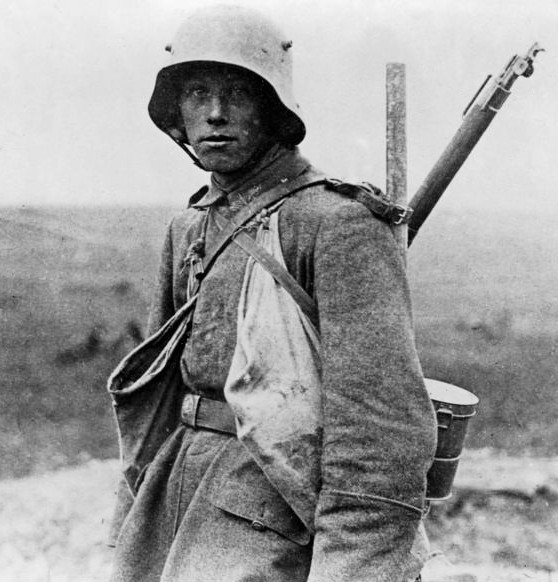
Soldado de Asalto Alemán

## Evaluación
La Segunda Batalla del Marne fue una victoria importante. Ferdinand Foch recibió el bastón de Mariscal de Francia. Los Aliados habían tomado 29.367 prisioneros, 793 cañones y 3.000 ametralladoras, e infligieron 168.000 bajas a los alemanes. La importancia principal de la batalla residió en su aspecto moral: las victorias estratégicas en el Marne marcaron el final de una serie de victorias alemanas y el comienzo de una serie de victorias aliadas que, en tres meses, pondrían fin a la guerra. 